# Diocèse catholique d'Albany
Pour les articles homonymes, voir Diocèse d'Albany.
Le diocèse d'Albany (Dioecesis Albanensis) est un territoire ecclésiastique de l'Église catholique aux États-Unis, suffragant de l'archidiocèse de New York. Il a son siège à la cathédrale de l'Immaculée-Conception d'Albany dans l'État de New York. Edward Bernard Scharfenberger (en) en est l'actuel évêque depuis 2014.

## Historique

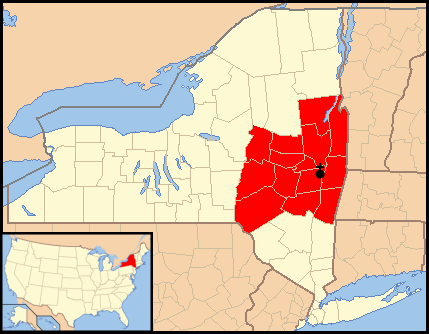
Localisation du diocèse.

Le diocèse a été érigé canoniquement le 23 avril 1847 à partir de territoires du diocèse de New York. Le diocèse d'Ogdensburg en est détaché le 15 février 1872 par Pie IX, puis le diocèse de Syracuse, le 25 novembre 1886. Son territoire est de 26 975 km2 et comprend les comtés d'Albany, de Columbia, de Delaware, Fulton, Greene, Montgomery, Otsego, Rensselaer, Saratoga, Schenectady, Schoharie, de Warren et de Washington, ainsi que le sud du comté de Herkimer.
En avril 2021, Howard Hubbard, ancien évêque du  diocèse, indique, devant la cour suprême de l’État de New York, que de 1977 à 2002, il est informé d’abus sexuels commis sur des mineurs par des membres de l'Église catholique. Il changeait alors de paroisse les prêtres incriminés sans les dénoncer à la police ni les renvoyer.

## Ordinaires
- Liste des évêques d'Albany

## Statistiques
En 2022 :
- Paroisses : 126
- Prêtres diocésains : 166
- Diacres permanents : 45
- Nombre d'habitants : 1 401 400
- Nombre de baptisés catholiques : 316 275
- Diacre : 114
- Religieux : 105
- Religieuses : 455
- Catholiques par prêtre : 1 498

## Source
- (de) Cet article est partiellement ou en totalité issu de l’article de Wikipédia en allemand intitulé « Bistum Albany » (voir la liste des auteurs).